# 菊畑茂久馬
菊畑 茂久馬（きくはた もくま、1935年3月5日 - 2020年5月21日）は、長崎出身の画家。前衛美術集団「九州派」の代表的存在であり、戦後日本の前衛美術画家の一人。

## 経歴
徳島県出身の父と、長崎県五島出身の母との間に長崎市に生まれる（本籍地は徳島県）。1944年より福岡市に移る。福岡県立福岡中央高等学校卒業。絵画は独学。
1957年、前衛美術グループ「九州派」に参加して画家として頭角を現す。1958年より「九州アンデパンダン展」を主宰する一方で、1957年より東京の読売アンデパンダン展にも出展。
1961年には「現代美術の実験」展（国立近代美術館）の15人の出展作家の一人として選出され、1962年には南画廊（東京）で個展を開催。以後、前衛美術のホープとして注目された。
1962年、九州派を脱退。1960年代後半より発表から遠ざかる。
1964年、上野英信の紹介で筑豊の炭鉱画家・山本作兵衛の作品を知り衝撃を受け、当時ほとんど評価されていなかった作兵衛の作品を「美術」として評価する論文を書く。作兵衛の『筑豊炭坑絵巻』（1975年）の編纂に関わったり、1970年には作兵衛を東京に招いて自身が教鞭をとる美学校の生徒に作品を模写させたりするなど（その時の生徒の一人が南伸坊である）、作兵衛の絵の作品としての評価、ひいては世界記憶遺産への認定に大きな役割を果たす。
1970年に米国から日本に返還された戦争記録画についても論述。また福岡を中心に、数多くの公共空間に陶板壁画を制作。
1983年、絵画作品《天動説》シリーズを東京画廊で発表し、19年ぶりに画壇に復帰。
以降、《月光》、《舟歌》など大型の組作品を立て続けに発表。戦後美術思想の中心として「オブジェ」を捕らえ、その克服をめざした絵画を制作。
2020年5月21日、死去。85歳没。

## 主な展覧会歴・活動歴
（『九州派大全』作家略歴より引用）
- 1956年　第24回独立展（東京都美術館）
- 1957-1962年　九州派に参加（1960年洞窟派結成のため一時離脱）
- 1962年　個展（南画廊／東京）
- 1964年　個展（南画廊／東京）
- 1965年　New Japanese Painting and Sculpture（サンフランシスコ美術館、ニューヨーク近代美術館他）
- 1965年　第2回長岡現代美術館賞展（長岡現代美術館／新潟県長岡市）
- 1967年　九州・現代美術の動向展（福岡県文化会館）
- 1969年　第3回九州・現代美術の動向展（福岡県文化会館）
- 1970年　美学校（東京）講師〈～2001〉
- 1974年　菊畑茂久馬版画展〈天動説〉（画廊春秋／東京　他）
- 1978年　『フジタよ眠れ』出版（葦書房／福岡市）、『天皇の美術』出版（フィルムアート社／東京）
- 1979年　菊畑茂久馬版画展〈オブジェデッサン〉（天神アートサロン／福岡市）
- 1980年　雑誌『機関』（東京）復刊、以後不定期で17号（2001年）まで刊行
- 1981年　テレビ番組「絵描きと戦争」（RKB毎日放送／福岡市）のシナリオと構成を担当
- 1981年　菊畑茂久馬の版画“オブジェデッサン展（福岡市美術館）
- 1981年　1960年代―現代美術の転換期（東京国立近代美術館・京都国立近代美術館）
- 1982年　『戦後美術の原質』出版（葦書房／福岡市）
- 1983年　現代美術の動向II　1960年代―多様化への出発（東京都美術館）
- 1983年　菊畑茂久馬展　油彩天動説連作（第一部）（東京画廊／東京）
- 1984年　菊畑茂久馬展（天画廊／福岡市）
- 1984年　第3回東京画廊ヒューマン・ドキュメンツ’84／’85（東京画廊）
- 1985年　日本現代絵画インド展（ニューデリー国立近代美術館／ニューデリー）
- 1985年　現代美術の展望’85―FUKUOKA　変貌するイマジネーション（福岡県立美術館）
- 1985年　再構成：日本の前衛芸術1945－1965（オックスフォード近代美術館／イギリス）
- 1986年　『反芸術綺談』出版（海鳥社／福岡市）
- 1986年　菊畑茂久馬展　月光（東京画廊）
- 1986年　前衛芸術の日本1910―1970（ボンピドゥ・センター／パリ）
- 1988年　九州派展―反芸術プロジェクト（福岡市美術館）
- 1988年　菊畑茂久馬展（北九州市立美術館）
- 1989年　『絶筆―いのちの炎』出版（葦書房）
- 1989年　福岡市文化賞受賞
- 1993年　『菊畑茂久馬著作集』全4巻刊行開始（海鳥社）
- 1994年　SCREAM AGAINST THE SKY: Japanese Avant-Garde after 1945（グッゲンハイム美術館ソーホー／ニューヨーク）
- 1996年　福岡県文化賞受賞
- 1997年　西日本文化賞受賞
- 1998年　菊畑茂久馬1983-1998：天へ、海へ（徳島県立近代美術館）
- 1998年　福岡美術戦後物語（福岡市美術館）
- 2002年　ATTITUDE 2002（熊本市現代美術館）
- 2003年　九州力（熊本市現代美術館）
- 2003年　『絵かきが語る近代美術』出版（弦書房／福岡市）
- 2004年　第3回円空賞受賞
- 2007年　菊畑茂久馬と<物>語るオブジェ（福岡県立美術館）
- 2009年　‘文化’資源としての<炭鉱>展（目黒区美術館／東京）
- 2009年　菊畑茂久馬―ドローイング（長崎県美術館）
- 2011年　菊畑茂久馬回顧展　戦後／絵画（福岡市美術館・長崎県美術館　同時開催）
- 2011年　第53回毎日芸術賞受賞（受賞年月日は2012年1月1日）
- 2012年　そら・うみ・かぜ　菊畑茂久馬の絵（福岡市美術館）
- 2012-13年　美術にぶるっ！ベストセレクション日本近代美術の100年　第二部　実験場　1950ｓ（東京国立近代美術館）
- 2013年　Tokyo　1955–1970: A New Avant-Garde（ニューヨーク近代美術館）
- 2015年　菊畑茂久馬展「春の唄」（カイカイキキギャラリー／東京）
- 2016年　村上隆のスーパーフラットコレクション　―蕭白、魯山人からキーファーまで―（横浜美術館）

## 著書
- 『フジタよ眠れ―絵描きと戦争』、葦書房、1978年
- 『天皇の美術』、フィルムアート社、1978年
- 『小さなポケット』（文：菊畑茂久馬、絵：働正）、葦書房、1980年
- 『戦後美術の原質』、葦書房、1982年
- 『焼け跡に海風が吹いていた：僕のはかた絵日記』、葦書房、1984年
- 『反芸術綺談』、海鳥社、1986年（新装版2007年）
- 『絶筆　いのちの炎』、葦書房、1989年
- 『菊畑茂久馬著作集』（全4巻）、海鳥社、1993～1994年
- 『絵かきが語る近代美術　高橋由一からフジタまで』、弦書房、2003年